# 4. ceremonia wręczenia Oscarów
4. ceremonia rozdania Oscarów odbyła się 10 listopada 1931 roku w Hotelu Biltmore w Los Angeles. Nagrody zostały przyznane za sezon 1930/1931.

## Laureaci i nominowani
Dla wyróżnienia zwycięzców poszczególnych kategorii, napisano ich pogrubioną czcionką oraz umieszczono na przedzie (tj. poza kolejnością nominacji na oficjalnych listach).

### Najlepszy Film
- wytwórnia: RKO Pictures − Cimarron
- wytwórnia: FOX − Bunt młodości(inne języki)
- wytwórnia: United Artists − Strona tytułowa(inne języki)
- wytwórnia: Paramount Pictures − Skippy
- wytwórnia: Metro-Goldwyn-Mayer − Trader Horn(inne języki)

### Najlepszy Aktor
- Lionel Barrymore − Wolne dusze
- Jackie Cooper − Skippy
- Richard Dix − Cimarron
- Fredric March − Królewska rodzina Broadwayu
- Adolphe Menjou − Strona tytułowa(inne języki)

### Najlepsza Aktorka
- Marie Dressler − Min i Bill
- Marlene Dietrich − Maroko
- Irene Dunne − Cimarron
- Ann Harding − Wakacje(inne języki)
- Norma Shearer − Wolne dusze

### Najlepszy Reżyser
- Norman Taurog − Skippy
- Clarence Brown − Wolne dusze
- Lewis Milestone − Strona tytułowa(inne języki)
- Wesley Ruggles − Cimarron
- Josef von Sternberg − Maroko

### Najlepsze Materiały do Scenariusza
- John Monk Saunders(inne języki) − Patrol bohaterów
- Rowland Brown(inne języki) − The Doorway to Hell(inne języki)
- Harry D'Abbadie D'Arrast(inne języki), Douglas Doty(inne języki) i Donald Ogden Stewart − Laughter(inne języki)
- John Bright i Kubec Glasmon(inne języki) − Wróg publiczny nr 1
- Lucien Hubbard(inne języki) i Joseph Jackson(inne języki) − Łatwe pieniądze(inne języki)

### Najlepszy Scenariusz Adaptowany
- Howard Estabrook(inne języki) − Cimarron
- Seton Miller(inne języki) oraz Fred Niblo Jr.(inne języki) − Ludzie za kratami(inne języki)
- Horace Jackson(inne języki) − Wakacje(inne języki)
- Francis Faragoh(inne języki) oraz Robert N. Lee(inne języki) − Mały Cezar
- Joseph L. Mankiewicz oraz Sam Mintz(inne języki) − Skippy

### Najlepsze Zdjęcia
- Floyd Crosby(inne języki) − Tabu
- Edward Cronjager(inne języki) − Cimarron
- Lee Garmes(inne języki) − Maroko
- Charles Lang(inne języki) − The Right to Love(inne języki)
- Barney McGill(inne języki) − Svengali(inne języki)

### Najlepsza Scenografia i Dekoracja Wnętrz
- Max Rée(inne języki) − Cimarron
- Stephen Goosson(inne języki) i Ralph Hammeras(inne języki) − Just Imagine(inne języki)
- Hans Dreier − Maroko
- Anton Grot − Svengali(inne języki)
- Richard Day − Byczo jest!

### Najlepszy Dźwięk[a]
- Paramount Studio Sound Department
- Metro-Goldwyn-Mayer Studio Sound Department
- RKO Radio Studio Sound Department
- Samuel Goldwyn − United Artists Studio Sound Department

### Nagrody Naukowe i Techniczne

#### Klasa I
- Electrical Research Products, RCA Photophone i RKO Pictures − za system redukujący szum podczas nagrywania
- DuPont Film Manufacturing Corporation i Eastman Kodak Company − za kliszę barwoczułą niezwykłej czułości

#### Klasa II
- FOX Film Corporation − za efektywne wykorzystanie synchronicznego odtwarzania złożonej fotografii

#### Klasa III
- Electrical Research Products − za ruchome cewki w nadajnikach mikrofonowych
- RKO Pictures − za odbijające koncentratory mikrofonowe
- RCA Photophone − za taśmowe nadajniki mikrofonowe